# Freestyle-Skiing-Weltcup 1987/88
Die Saison 1987/88 war die 9. Saison des von der Fédération Internationale de Ski (FIS) veranstalteten Freestyle-Skiing-Weltcups. Sie begann am 11. Dezember 1987 in Tignes und endete am 20. März 1988 in Meiringen-Hasliberg. Ausgetragen wurden Wettbewerbe in den Disziplinen Aerials (Springen), Moguls (Buckelpiste), Ballett und in der Kombination.
Höhepunkt der Saison waren die Olympischen Winterspiele 1988 in Calgary, wo Freestyle-Skiing erstmals mit Demonstrationswettbewerben vertreten war.

## Männer

### Weltcupwertungen
| Rang | Name               | Punkte |
| ---- | ------------------ | ------ |
| 1.   | Éric Laboureix     | 56     |
| 2.   | Chris Simboli      | 55     |
| 3.   | Alain Laroche      | 52     |
| 4.   | John Witt          | 49     |
| 5.   | Scott Ogren        | 32     |
| 6.   | Hermann Reitberger | 25     |
| 7.   | Jean-Marc Rozon    | 24     |
| 8.   | Philippe Laroche   | 24     |
| 9.   | Nelson Carmichael  | 24     |
| 10.  | Lane Spina         | 24     |

| Rang | Name                 | Punkte |
| ---- | -------------------- | ------ |
| 1.   | Jean-Marc Rozon      | 171    |
| 2.   | Philippe Laroche     | 168    |
| 3.   | Lloyd Langlois       | 153    |
| 4.   | Kris Feddersen       | 153    |
| 5.   | Jean-Marc Bacquin    | 147    |
| 6.   | Alain Laroche        | 143    |
| 7.   | Andreas Schönbächler | 133    |
| 8.   | André Ouimet         | 132    |
| 9.   | Didier Méda          | 130    |
| 10.  | Thomas Überall       | 113    |

| Rang | Name               | Punkte |
| ---- | ------------------ | ------ |
| 1.   | Nelson Carmichael  | 168    |
| 2.   | Éric Berthon       | 157    |
| 3.   | Edgar Grospiron    | 155    |
| 4.   | Martti Kellokumpu  | 150    |
| 5.   | Steve Desovich     | 135    |
| 6.   | Bob Aldighieri     | 135    |
| 7.   | Hans Engelsen Eide | 134    |
| 8.   | Bernard Brandt     | 128    |
| 9.   | Lasse Fahlén       | 107    |
| 10.  | Petsch Moser       | 100    |

| Rang | Name               | Punkte |
| ---- | ------------------ | ------ |
| 1.   | Hermann Reitberger | 173    |
| 2.   | Lane Spina         | 166    |
| 3.   | Rune Kristiansen   | 164    |
| 4.   | Richard Pierce     | 157    |
| 5.   | Dave Walker        | 157    |
| 6.   | Chris Simboli      | 150    |
| 7.   | Hubert Sewald      | 129    |
| 8.   | Georg Fürmeier     | 129    |
| 9.   | Klaus Mühlstein    | 127    |
| 10.  | Éric Laboureix     | 125    |

| Rang | Name              | Punkte |
| ---- | ----------------- | ------ |
| 1.   | Alain Laroche     | 102    |
| 2.   | John Witt         | 99     |
| 3.   | Éric Laboureix    | 98     |
| 4.   | Chris Simboli     | 95     |
| 5.   | Scott Ogren       | 77     |
| 6.   | Heini Baumgartner | 67     |
| 7.   | Robin Wallace     | 56     |
| 8.   | Martí Rafel       | 50     |
| 9.   | Ginjiro Nakano    | 48     |
| 10.  | Chuck Bass        | 32     |

### Podestplätze

#### Moguls
| Datum             | Ort                 | Disz. | 1. Platz           | 2. Platz          | 3. Platz          |
| ----------------- | ------------------- | ----- | ------------------ | ----------------- | ----------------- |
| 11. Dezember 1987 | Tignes              | MO    | Steve Desovich     | Nelson Carmichael | Lasse Fahlén      |
| 20. Dezember 1987 | La Plagne           | MO    | Nelson Carmichael  | Éric Berthon      | Martti Kellokumpu |
| 9. Januar 1988    | Mont Gabriel        | MO    | Martti Kellokumpu  | Edgar Grospiron   | Bernard Brandt    |
| 16. Januar 1988   | Lake Placid         | MO    | Nelson Carmichael  | Edgar Grospiron   | Steve Desovich    |
| 23. Januar 1988   | Breckenridge        | MO    | Hans Engelsen Eide | Nelson Carmichael | Olivier Allamand  |
| 30. Januar 1988   | Inawashiro          | MO    | Martti Kellokumpu  | Edgar Grospiron   | Éric Berthon      |
| 6. Februar 1988   | Madarao             | MO    | Bob Aldighieri     | Éric Berthon      | Edgar Grospiron   |
| 5. März 1988      | Oberjoch            | MO    | Bernard Brandt     | Nelson Carmichael | Éric Berthon      |
| 10. März 1988     | La Clusaz           | MO    | Bernard Brandt     | Martti Kellokumpu | Nelson Carmichael |
| 19. März 1988     | Meiringen-Hasliberg | MO    | Edgar Grospiron    | Jürg Biner        | Nelson Carmichael |

#### Aerials
| Datum             | Ort                 | Disz. | 1. Platz         | 2. Platz         | 3. Platz             |
| ----------------- | ------------------- | ----- | ---------------- | ---------------- | -------------------- |
| 13. Dezember 1987 | Tignes              | AE    | Lloyd Langlois   | Didier Méda      | Philippe Laroche     |
| 19. Dezember 1987 | La Plagne           | AE    | Philippe Laroche | Kris Feddersen   | Didier Méda          |
| 10. Januar 1988   | Mont Gabriel        | AE    | Jean-Marc Rozon  | Didier Méda      | Alain Laroche        |
| 17. Januar 1988   | Lake Placid         | AE    | Jean-Marc Rozon  | Kris Feddersen   | Philippe Laroche     |
| 24. Januar 1988   | Breckenridge        | AE    | Philippe Laroche | André Ouimet     | Lloyd Langlois       |
| 31. Januar 1988   | Inawashiro          | AE    | Lloyd Langlois   | André Ouimet     | Jean-Marc Rozon      |
| 6. März 1988      | Oberjoch            | AE    | Philippe Laroche | Lloyd Langlois   | Jean-Marc Rozon      |
| 12. März 1988     | La Clusaz           | AE    | Jean-Marc Rozon  | Lloyd Langlois   | Thomas Überall       |
| 13. März 1988     | La Clusaz           | AE    | Jean-Marc Rozon  | Philippe Laroche | Andreas Schönbächler |
| 20. März 1988     | Meiringen-Hasliberg | AE    | Jean-Marc Rozon  | Lloyd Langlois   | Philippe Laroche     |

#### Ballett
| Datum             | Ort                 | Disz. | 1. Platz           | 2. Platz           | 3. Platz           |
| ----------------- | ------------------- | ----- | ------------------ | ------------------ | ------------------ |
| 12. Dezember 1987 | Tignes              | AC    | Rune Kristiansen   | Richard Pierce     | Éric Laboureix     |
| 18. Dezember 1987 | La Plagne           | AC    | Rune Kristiansen   | Lane Spina         | Hermann Reitberger |
| 8. Januar 1988    | Mont Gabriel        | AC    | Hermann Reitberger | Lane Spina         | Klaus Mühlstein    |
| 15. Januar 1988   | Lake Placid         | AC    | Richard Pierce     | Lane Spina         | Dave Walker        |
| 22. Januar 1988   | Breckenridge        | AC    | Hermann Reitberger | Rune Kristiansen   | Dave Walker        |
| 29. Januar 1988   | Inawashiro          | AC    | Hermann Reitberger | Dave Walker        | Roberto Franco     |
| 5. Februar 1988   | Madarao             | AC    | Hermann Reitberger | Rune Kristiansen   | Richard Pierce     |
| 4. März 1988      | Oberjoch            | AC    | Hermann Reitberger | Lane Spina         | Chris Simboli      |
| 11. März 1988     | La Clusaz           | AC    | Hubert Sewald      | Hermann Reitberger | Lane Spina         |
| 18. März 1988     | Meiringen-Hasliberg | AC    | Lane Spina         | Hermann Reitberger | Rune Kristiansen   |

#### Kombination
| Datum             | Ort                 | Disz. | 1. Platz       | 2. Platz      | 3. Platz       |
| ----------------- | ------------------- | ----- | -------------- | ------------- | -------------- |
| 13. Dezember 1987 | Tignes              | CO    | Éric Laboureix | Alain Laroche | Chris Simboli  |
| 20. Dezember 1987 | La Plagne           | CO    | Éric Laboureix | John Witt     | Chris Simboli  |
| 10. Januar 1988   | Mont Gabriel        | CO    | Alain Laroche  | John Witt     | Éric Laboureix |
| 17. Januar 1988   | Lake Placid         | CO    | Éric Laboureix | Alain Laroche | Chris Simboli  |
| 24. Januar 1988   | Breckenridge        | CO    | John Witt      | Alain Laroche | Chris Simboli  |
| 31. Januar 1988   | Inawashiro          | CO    | Alain Laroche  | John Witt     | Éric Laboureix |
| 6. März 1988      | Oberjoch            | CO    | Chris Simboli  | John Witt     | Éric Laboureix |
| 12. März 1988     | La Clusaz           | CO    | Éric Laboureix | John Witt     | Chris Simboli  |
| 13. März 1988     | La Clusaz           | CO    | Alain Laroche  | John Witt     | Scott Ogren    |
| 20. März 1988     | Meiringen-Hasliberg | CO    | Chris Simboli  | Alain Laroche | John Witt      |

## Frauen

### Weltcupwertungen
| Rang | Name                 | Punkte |
| ---- | -------------------- | ------ |
| 1.   | Conny Kissling       | 30     |
| 2.   | Meredith Gardner     | 29     |
| 3.   | Melanie Palenik      | 21     |
| 4.   | Christine Rossi      | 12     |
| 5.   | Jan Bucher           | 11     |
| 6.   | Stine Lise Hattestad | 10     |
| 7.   | Tatjana Mittermayer  | 10     |
| 8.   | Sonja Reichart       | 10     |
| 9.   | Jilly Curry          | 10     |
| 10.  | Ellen Breen          | 9      |

| Rang | Name              | Punkte |
| ---- | ----------------- | ------ |
| 1.   | Meredith Gardner  | 80     |
| 2.   | Sonja Reichart    | 71     |
| 3.   | Catherine Lombard | 64     |
| 4.   | Hiroko Fujii      | 64     |
| 5.   | Susanna Antonsson | 54     |
| 6.   | Anna Fraser       | 53     |
| 7.   | Melanie Palenik   | 52     |
| 8.   | Carin Hernskog    | 47     |
| 9.   | Maria Quintana    | 47     |
| 10.  | Jodie Spiegel     | 39     |

| Rang | Name                 | Punkte |
| ---- | -------------------- | ------ |
| 1.   | Stine Lise Hattestad | 72     |
| 2.   | Tatjana Mittermayer  | 72     |
| 3.   | LeeLee Morrison      | 62     |
| 4.   | Raphaëlle Monod      | 61     |
| 5.   | Silvia Marciandi     | 60     |
| 6.   | Petra Moroder        | 58     |
| 7.   | Conny Kissling       | 55     |
| 8.   | Liz McIntyre         | 49     |
| 9.   | Lise Benberg         | 46     |
| 10.  | Donna Weinbrecht     | 45     |

| Rang | Name             | Punkte |
| ---- | ---------------- | ------ |
| 1.   | Christine Rossi  | 82     |
| 2.   | Jan Bucher       | 80     |
| 3.   | Conny Kissling   | 74     |
| 4.   | Ellen Breen      | 66     |
| 5.   | Lucie Barma      | 58     |
| 6.   | Meredith Gardner | 52     |
| 7.   | Martien Nouwen   | 51     |
| 8.   | Betsy Reid       | 39     |
| 9.   | Julia Snell      | 36     |
| 10.  | Ingrid Eigner    | 23     |

| Rang | Name                  | Punkte |
| ---- | --------------------- | ------ |
| 1.   | Conny Kissling        | 55     |
| 2.   | Meredith Gardner      | 52     |
| 3.   | Melanie Palenik       | 46     |
| 4.   | Jilly Curry           | 35     |
| 5.   | Wassilisa Sementschuk | 14     |
| 6.   | Sachiyo Kamimura      | 9      |
| 7.   | Lisa Beauregard       | 8      |
| 8.   | Veronique Granier     | 7      |

### Podestplätze

#### Moguls
| Datum             | Ort                 | Disz. | 1. Platz             | 2. Platz             | 3. Platz             |
| ----------------- | ------------------- | ----- | -------------------- | -------------------- | -------------------- |
| 11. Dezember 1987 | Tignes              | MO    | Liz McIntyre         | Conny Kissling       | Hayley Wolff         |
| 20. Dezember 1987 | La Plagne           | MO    | Tatjana Mittermayer  | Lise Benberg         | LeeLee Morrison      |
| 9. Januar 1988    | Mont Gabriel        | MO    | LeeLee Morrison      | Petra Moroder        | Tatjana Mittermayer  |
| 16. Januar 1988   | Lake Placid         | MO    | Silvia Marciandi     | Petra Moroder        | Meredith Gardner     |
| 23. Januar 1988   | Breckenridge        | MO    | Raphaëlle Monod      | LeeLee Morrison      | Tatjana Mittermayer  |
| 30. Januar 1988   | Inawashiro          | MO    | LeeLee Morrison      | Raphaëlle Monod      | Stine Lise Hattestad |
| 6. Februar 1988   | Madarao             | MO    | Stine Lise Hattestad | Conny Kissling       | Donna Weinbrecht     |
| 5. März 1988      | Oberjoch            | MO    | Stine Lise Hattestad | Silvia Marciandi     | Petra Moroder        |
| 10. März 1988     | La Clusaz           | MO    | Raphaëlle Monod      | Stine Lise Hattestad | Tatjana Mittermayer  |
| 19. März 1988     | Meiringen-Hasliberg | MO    | Tatjana Mittermayer  | Stine Lise Hattestad | Donna Weinbrecht     |

#### Aerials
| Datum             | Ort                 | Disz. | 1. Platz          | 2. Platz          | 3. Platz          |
| ----------------- | ------------------- | ----- | ----------------- | ----------------- | ----------------- |
| 13. Dezember 1987 | Tignes              | AE    | Sonja Reichart    | Meredith Gardner  | Susanna Antonsson |
| 19. Dezember 1987 | La Plagne           | AE    | Susanna Antonsson | Sonja Reichart    | Maria Quintana    |
| 10. Januar 1988   | Mont Gabriel        | AE    | Meredith Gardner  | Anna Fraser       | Hiroko Fujii      |
| 17. Januar 1988   | Lake Placid         | AE    | Meredith Gardner  | Anna Fraser       | Carin Hernskog    |
| 24. Januar 1988   | Breckenridge        | AE    | Carin Hernskog    | Hiroko Fujii      | Jodie Spiegel     |
| 31. Januar 1988   | Inawashiro          | AE    | Catherine Lombard | Carin Hernskog    | Hiroko Fujii      |
| 8. Februar 1988   | Madarao             | AE    | Meredith Gardner  | Sonja Reichart    | Catherine Lombard |
| 6. März 1988      | Oberjoch            | AE    | Sonja Reichart    | Susanna Antonsson | Catherine Lombard |
| 12. März 1988     | La Clusaz           | AE    | Meredith Gardner  | Jodie Spiegel     | Maria Quintana    |
| 20. März 1988     | Meiringen-Hasliberg | AE    | Meredith Gardner  | Hiroko Fujii      | Catherine Lombard |

#### Ballett
| Datum             | Ort                 | Disz. | 1. Platz        | 2. Platz        | 3. Platz        |
| ----------------- | ------------------- | ----- | --------------- | --------------- | --------------- |
| 12. Dezember 1987 | Tignes              | AC    | Jan Bucher      | Christine Rossi | Conny Kissling  |
| 18. Dezember 1987 | La Plagne           | AC    | Christine Rossi | Jan Bucher      | Conny Kissling  |
| 8. Januar 1988    | Mont Gabriel        | AC    | Conny Kissling  | Jan Bucher      | Christine Rossi |
| 15. Januar 1988   | Lake Placid         | AC    | Jan Bucher      | Ellen Breen     | Betsy Reid      |
| 22. Januar 1988   | Breckenridge        | AC    | Christine Rossi | Jan Bucher      | Conny Kissling  |
| 29. Januar 1988   | Inawashiro          | AC    | Christine Rossi | Jan Bucher      | Conny Kissling  |
| 5. Februar 1988   | Madarao             | AC    | Christine Rossi | Jan Bucher      | Ellen Breen     |
| 4. März 1988      | Oberjoch            | AC    | Christine Rossi | Jan Bucher      | Conny Kissling  |
| 11. März 1988     | La Clusaz           | AC    | Jan Bucher      | Christine Rossi | Conny Kissling  |
| 18. März 1988     | Meiringen-Hasliberg | AC    | Conny Kissling  | Christine Rossi | Lucie Barma     |

#### Kombination
| Datum             | Ort                 | Disz. | 1. Platz         | 2. Platz         | 3. Platz         |
| ----------------- | ------------------- | ----- | ---------------- | ---------------- | ---------------- |
| 13. Dezember 1987 | Tignes              | CO    | Conny Kissling   | Meredith Gardner | Melanie Palenik  |
| 20. Dezember 1987 | La Plagne           | CO    | Conny Kissling   | Melanie Palenik  | Meredith Gardner |
| 10. Januar 1988   | Mont Gabriel        | CO    | Conny Kissling   | Meredith Gardner | Melanie Palenik  |
| 17. Januar 1988   | Lake Placid         | CO    | Meredith Gardner | Conny Kissling   | Melanie Palenik  |
| 24. Januar 1988   | Breckenridge        | CO    | Melanie Palenik  | Conny Kissling   | Meredith Gardner |
| 31. Januar 1988   | Inawashiro          | CO    | Meredith Gardner | Melanie Palenik  | Conny Kissling   |
| 6. März 1988      | Oberjoch            | CO    | Conny Kissling   | Meredith Gardner | Melanie Palenik  |
| 12. März 1988     | La Clusaz           | CO    | Conny Kissling   | Meredith Gardner | Melanie Palenik  |
| 13. März 1988     | La Clusaz           | CO    | Conny Kissling   | Meredith Gardner | Melanie Palenik  |
| 20. März 1988     | Meiringen-Hasliberg | CO    | Meredith Gardner | Conny Kissling   | Melanie Palenik  |